# Wilson Buzzone
Wilson Buzzone (* 19 de noviembre de 1938 - ) es un exfutbolista brasileño que jugaba como delantero y jugó en clubes de Brasil y Perú. 

## Trayectoria
Se inició en los juveniles del São Paulo en 1955. Hizo su debut como profesional en 1957 en Nacional fichando al año siguiente por el Juventus. Con este club anotaría 28 goles en el Campeonato Paulista de 1959 lo que le sirvió para ser convocado para la selección paulista dirigida por Aymoré Moreira.
Posteriormente jugó para Jabaquara antes de viajar a Perú para jugar un año por Sport Boys donde fue el goleador del equipo en el campeonato de 1964. De regreso en Brasil ficha por Palmeiras donde alineó en sólo un partido. Luego pasó por Bragantino, Juventus y Jabaquara donde finalizó su carrera.

## Clubes
| Club       | País   | Año       |
| ---------- | ------ | --------- |
| Nacional   | Brasil | 1957      |
| Juventus   | Brasil | 1958-1962 |
| Jabaquara  | Brasil | 1963      |
| Sport Boys | Perú   | 1964      |
| Palmeiras  | Brasil | 1965      |
| Bragantino | Brasil | 1965      |
| Juventus   | Brasil | 1966      |
| Jabaquara  | Brasil | 1967-1969 |